# 브라니체보구

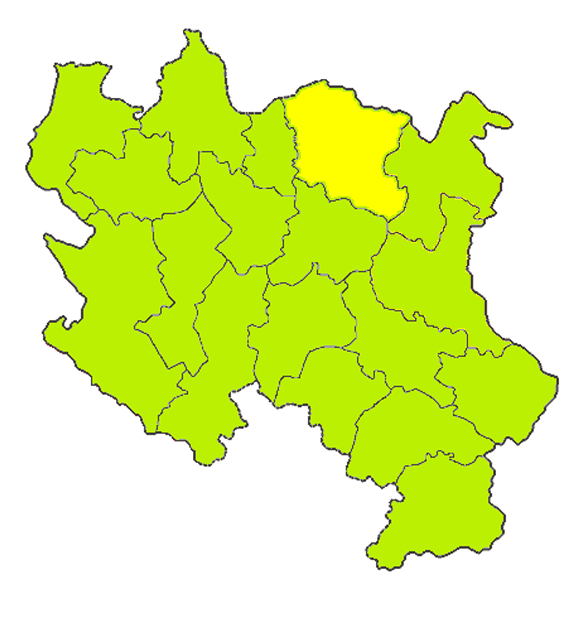
브라니체보 구의 위치

브라니체보구(세르비아어: Браничевски округ, Braničevski okrug)는 세르비아 북동부에 위치한 구로 행정 중심지는 포자레바츠이며 면적은 3,865km2, 인구는 200,503명(2002년 인구 조사 기준), 인구 밀도는 65.6명/km2이다. 북동쪽으로는 루마니아와 국경을 접한다.

## 지방 자치체
8개 지방 자치체를 관할한다.
- 벨리코그라디슈테 (Veliko Gradište)
- 포자레바츠 (Požarevac)
- 골루바츠 (Golubac)
- 말로츠르니체 (Malo Crniće)
- 자바리 (Žabari)
- 페트로바츠나믈라비 (Petrovac na Mlavi)
- 쿠체보 (Kučevo)
- 자구비차 (Žagubica)

## 인구
인구와 민족 분포는 2002년 인구 조사를 기준으로 한다.
- 세르비아인: 174,818명 (87.2%)
- 블라크인: 14,083명 (7.0%)
- 로마인: 3,188명 (1.6%)
- 그 외의 민족: (4.2%)

| 연도  | 인구    | ±%     |
| ----- | ------- | ------ |
| 1948  | 246,859 | —      |
| 1953  | 259,329 | +5.1%  |
| 1961  | 263,780 | +1.7%  |
| 1971  | 263,466 | −0.1%  |
| 1981  | 264,182 | +0.3%  |
| 1991  | 253,992 | −3.9%  |
| 2002  | 200,806 | −20.9% |
| 2011  | 183,625 | −8.6%  |
| 출처: |         |        |

## 같이 보기
- 세르비아의 행정 구역